# Bolinopsis mikado
Bolinopsis mikado är en kammanetart som beskrevs av Moser 1908. Bolinopsis mikado ingår i släktet Bolinopsis och familjen Bolinopsidae. Inga underarter finns listade i Catalogue of Life.

## Bildgalleri

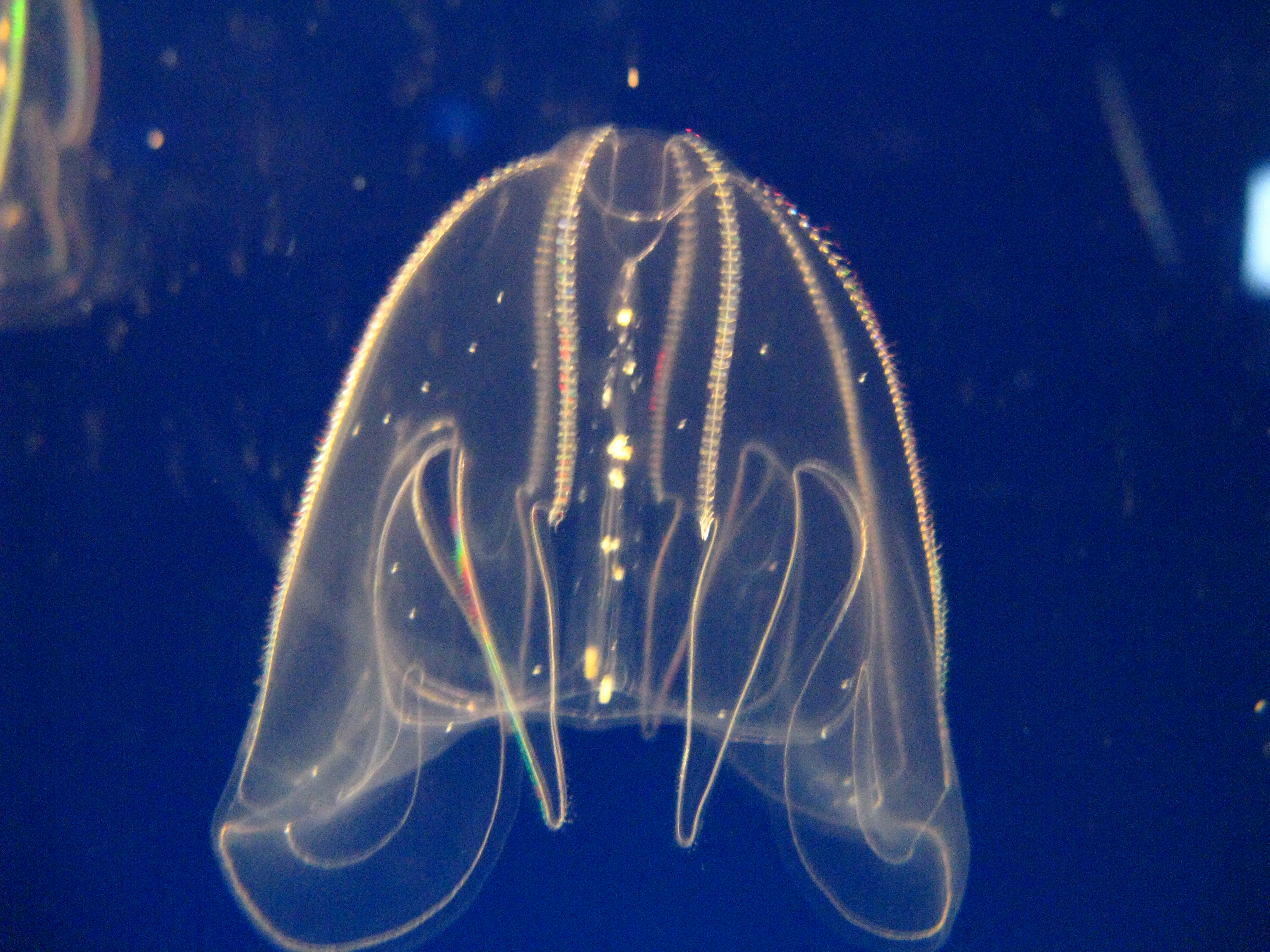